# Västertälje landskommun
"Västertälje kommun" omdirigerar hit. För den tidigare kommundelen Västertälje, se Västertälje.
Västertälje landskommun var en kommun i Stockholms län.

## Administrativ historik
Kommunen inrättades i Västertälje socken i Öknebo härad i Södermanland när 1862 års kommunalförordningar trädde i kraft 1863. 
Kommunen uppgick 1946 i Södertälje stad, sedan 1971 Södertälje kommun.

## Politik

### Mandatfördelning i Västertälje landskommun 1938-1942
| 1 | 10 | 4 |

| 15 |

| 1 | 11 | 3 |

| 14 |